# Třída Island (1973)
Třída Island jsou oceánské hlídkové lodě postavené pro Skotský úřad pro ochranu rybolovu a britské královské námořnictvo. Jejich hlavním úkolem byla ochrana rybolovu a ropných nalezišť v Severním moři a hlídkování ve výlučné ekonomické zóně země. Celkem bylo pro britské námořnictvo postaveno devět jednotek této třídy. Vzorem pro tuto třídu byly lodě na ochranu rybolovu Jura a Westra, přičemž část pramenu je považuje za první dvě jednotky třídy Island. Spojené království již všechny vyřadilo. Nahradily je hlídkové lodě třídy River. Pět lodí poté koupila Bangladéš a po jedné civilní uživatelé – environmentální organizace Sea Shepherd Conservation Society a Pobřežní stráž Trinidadu a Tobaga.

## Stavba
Po vyhlášení 200mílové výlučné námořní ekonomické zóny britské námořnictvo hledalo vhodná plavidla pro její ochranu. Námořnictvo si roku 1975 za účelem testování pronajalo hlídkovou loď úřadu pro ochranu rybolovu Jura. Plavidlo bylo pro potřeby námořnictva upraveno v Rosythu (instalace 40mm kanónu a komunikačního vybavení) a operovalo ze základny HMS Lochinvar ve Firth of Forth. Na základě úspěšných zkoušek bylo rozhodnuto postavit sedm velmi podobných plavidel třídy Island. Když byla tato plavidla k dispozici, byla Jura vrácena původnímu provozovateli.
Všech sedm jednotek této třídy postavila britská loděnice Hall, Russell & Company v Aberdeenu. Pět jich bylo objednáno v červenci 1975 a další dva v říjnu 1977.
Jednotky třídy Island:
| Jméno                  | Spuštěna        | Vstup do služby   | Status                                                                                |
| ---------------------- | --------------- | ----------------- | ------------------------------------------------------------------------------------- |
| FPV Jura               | 1973            |                   | Zapůjčena Royal Navy jako HMS Jura (P296), po vyřazení prodána civilnímu uživateli.   |
| FPV Westra             | 1974            |                   | Vyřazena, prodána Sea Shepherd Conservation Society, zařazena jako MY Steve Irwin.    |
| HMS Jersey (P295)      | 18. března 1976 | 15. října 1976    | Vyřazena 1993, prodána Bangladéši, zařazena jako Shaheed Rahul Amin (A511).           |
| HMS Orkney (P299)      | 29. června 1976 | 25. února 1977    | Vyřazena 1993, prodána Trinidadu a Tobaga, zařazena jako Nelson (CG20), vyřazen 2015. |
| HMS Shetland (P298)    | 22. října 1976  | 14. července 1977 | Vyřazena, prodána Bangladéši, zařazena jako Karatoa (P913).                           |
| HMS Guernsey (P297)    | 17. února 1977  | 28. října 1977    | Vyřazena, prodána Bangladéši, zařazena jako Turag (P714).                             |
| HMS Lindisfarne (P300) | 1. června 1977  | 3. března 1978    | Vyřazena, prodána Bangladéši, zařazena jako Sangu (P713).                             |
| HMS Anglesey (P277)    | 18. října 1978  | 1. června 1979    | Vyřazena, prodána Bangladéši, zařazena jako Gomati (P914).                            |
| HMS Alderney (P278)    | 27. února 1979  | 6. října 1979     | Vyřazena, prodána Bangladéši, zařazena jako Kapatkhaya (P912).                        |

## Konstrukce

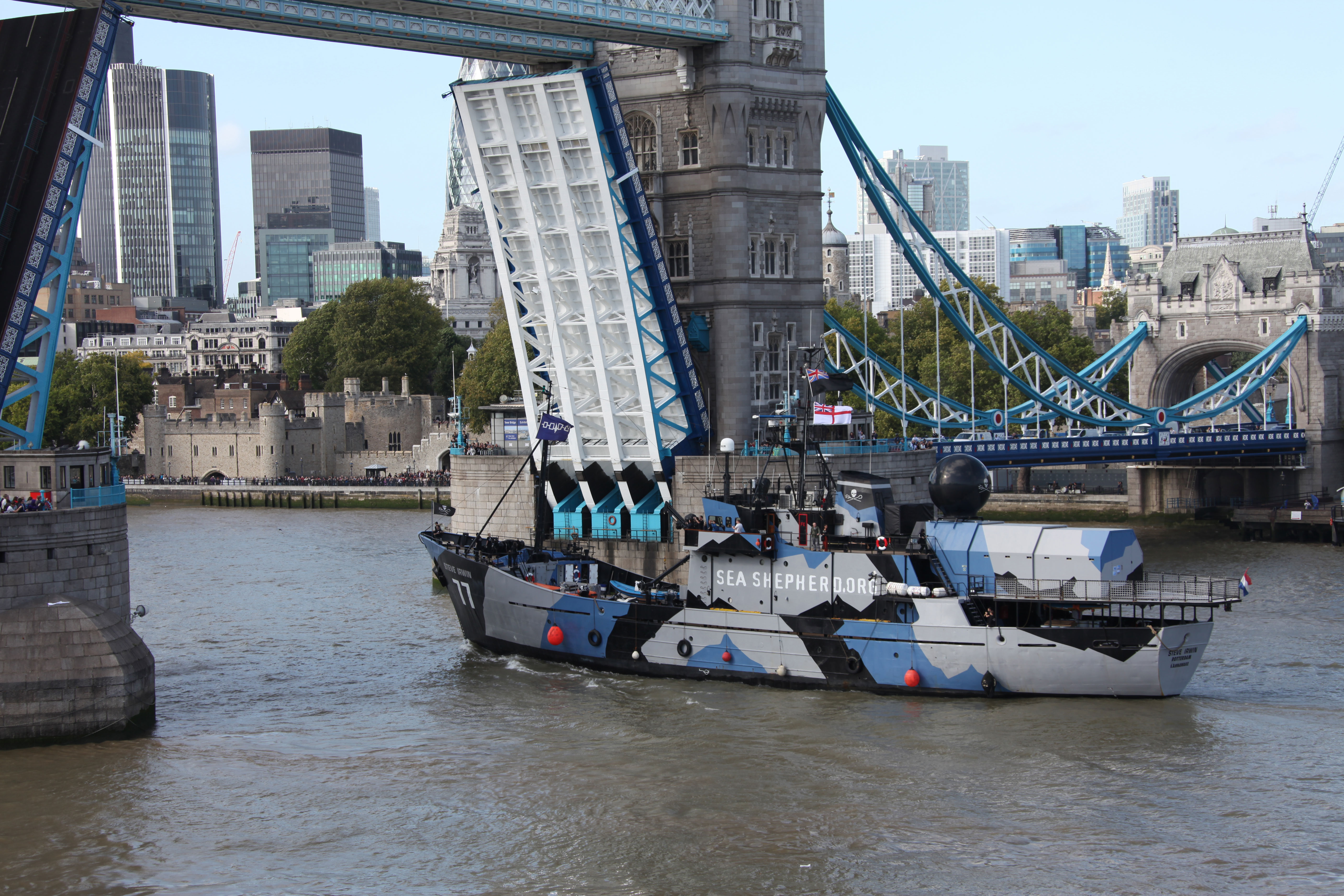
MY Steve Irwin

Trup plavidel vycházel z konstrukce rybářských trawlerů. Plavidla byla vybavena radarem typu 1006 a sonarem Simrad. Původně byla vyzbrojena jedním 40mm kanónem a dvěma 7,62mm kulomety. Byla vybavena rychlými inspekčními čluny RHIB (např. pro přepravu zásahové jednotky Royal Marines). V 90. letech byl původní kanón vyměněn za moderní víceúčelový 30mm kanón na lafetě DS-30B. Pohonný systém tvoří dva diesely o celkovém výkonu 5640 hp, pohánějící jeden lodní šroub. Nejvyšší rychlost dosahuje 16 uzlů. Dosah je 11 000 námořních mil při rychlosti 12 uzlů.

## Operační služba
Sedm plavidel královského námořnictva tvořilo jednotku Fishery Protection Squadron (FPS) jejíž hlavní činností bylo hlídkování, ochrana rybolovu a nalezišť ropy v Severním moři. Během služby byla plavidla kritizována kvůli malým rozměrům, nízké rychlosti a absenci palubního vrtulníku.